# Ejnar Sylvest
Ejnar Oluf Sørensen Sylvest, né le 11 novembre 1880 et mort le 28 juin 1972, est un médecin danois à qui l'on doit la description de la maladie de Bornholm qu'il surnomma « étreinte du diable », lors d'une épidémie de virus Coxsackie B observée en 1930 chez 23 pêcheurs de Melstedgård et de Gudhjem, au cours de vacances qu'il passait sur l'île de Bornholm, au Danemark ,,,.

## Biographie
Ejaner Sylvest est né en 1880 à Hillerød au Danemark. Il sort diplômé en médecine de l'Université de Copenhague en 1907, avant de rejoindre l'armée en tant que chirurgien en 1911, dans laquelle il restera jusqu'en 1913.
À partir de 1926, il exerce en tant que médecin généraliste. Il publie en 1930 son ouvrage le plus populaire : sa monographie sur l'épidémie de myosite sur l'île de Bornholm.
En 1939, il est nommé président de la Medical Society of Copenhagen.